# خوسيه ليون بيرنال
خوسيه ليون بيرنال (بالإسبانية: José León Bernal)‏ هو لاعب كرة قدم إسباني، ولد في 3 فبراير 1995 في مدريد في إسبانيا. شارك مع منتخب إسبانيا تحت 19 سنة لكرة القدم. أما مع النوادي، فقد لعب مع رايو فايكانو وريال مدريد ج وريال مدريد كاستيا.

## وصلات خارجية
- خوسيه ليون بيرنال على موقع قاعدة بيانات كرة القدم.إي يو (الإنجليزية)
- خوسيه ليون بيرنال على موقع Soccerway.com (الإنجليزية)
- خوسيه ليون بيرنال على موقع AS.com (الإسبانية)